# Chilapa, Nayarit
Chilapa är en ort i Mexiko.   Den ligger i kommunen Rosamorada och delstaten Nayarit, i den centrala delen av landet, 700 km väster om huvudstaden Mexico City. Chilapa ligger 21 meter över havet och antalet invånare är 1 953.
Terrängen runt Chilapa är platt. Runt Chilapa är det ganska glesbefolkat, med 38 invånare per kvadratkilometer. Närmaste större samhälle är Estación Ruiz, 12,6 km sydost om Chilapa. Omgivningarna runt Chilapa är en mosaik av jordbruksmark och naturlig växtlighet.